# 第53通信連隊 (フランス軍)
第53通信連隊（だいごじゅうさんつうしんれんたい、53e régiment de transmissions：53e RT）は、ムルト＝エ＝モゼル県リュネヴィルに駐屯する、通信支援旅団隷下のフランス陸軍の通信連隊である。
兵種は通信、伝統的区分も通信である。

## 沿革
- 1942年：アルジェリア歩兵師団第83・第84通信中隊として編成される。
- 1997年：第53通信連隊が編成される。

## 最新の部隊編成
- 連隊本部
- 本部管理中隊
- 基礎訓練中隊
- 第1通信中隊 - （移動通信）
- 第2通信中隊 - （移動通信）
- 第3通信中隊 - （移動通信）
- 第4通信中隊 - （移動通信）
- 第5通信中隊 - （移動通信）
- 第6通信中隊 - （基地通信）
- 第10通信中隊 - （予備）

### 定員
- VABが30両、各種車両が575台を装備、385個の通信グループからなる。

## 連隊の任務
連隊は、各種通信機器を用いて部隊間通信を行い、他部隊の活動に寄与する。

## 主要装備
- GIAT BM92-G1
- FA-MAS
- AA-52
- VAB
- P4
- TRM 2000
- TRM 4000